# Даньшино (Задонский район)
Да́ньшино - деревня Гнилушинского сельсовета Задонского района Липецкой области.

## Название
Название — от гидронима Донщина. Так именовалась одна из проток реки Дона, над которой стоял монастырь. Близ деревни, около урочища Могилки обнаружено и изучено древнеславянское селище.

## История
По преданию, на месте деревни стоял станом восточный завоеватель. Тамерлан перед наступлением на Елец (1395 г.). После его ухода здесь появился небольшой монастырь, который со временем прекратил своё существование, оставив вместо себя монастырскую деревеньку Даньшино.

## Население
| 1859 | 2010 |
| ---- | ---- |
| 345  | ↘87  |